# كينغسلي أيه تافت
كينغسلي أيه تافت (بالإنجليزية: Kingsley A. Taft) (و. 1903 – 1970 م) هو سياسي، ومحامي من الولايات المتحدة الأمريكية . ولد في كليفلاند، أوهايو . تولى منصب عضو مجلس الشيوخ الأمريكي، وعضو مجلس النواب أوهايو .
وهو عضو في الحزب الجمهوري .
توفي في كولومبوس، أوهايو .

## التعليم
تعلم في كلية هارفارد للحقوق.